# デル・リオ (テネシー州)
デル・リオ（Del Rio）は、テネシー州クック郡にある非法人地域である。